# جوناثان فريدمان
جوناثان فريدمان (بالإنجليزية: Jonathan Friedman)‏ هو عالم إنسان أمريكي، ولد في 7 أبريل 1946 في نيويورك في الولايات المتحدة.